# Сант'Еурозија (Терамо)
Сант'Еурозија (итал. Sant'Eurosia) је насеље у Италији у округу Терамо, региону Абруцо.
Према процени из 2011. у насељу је живело 277 становника. Насеље се налази на надморској висини од 286 м.